# E io ci sto/Metà Africa metà Europa
E io ci sto/Metà Africa metà Europa è un singolo del cantautore italiano Rino Gaetano, pubblicato su 45 giri dall'RCA Italiana nell'ottobre 1980.

## Il disco
È l'ultimo singolo pubblicato dall'artista; entrambi i brani sono arrangiati da Giovanni Tommaso e sono estratti dall'album omonimo.

## Tracce
LATO A
1. E io ci sto – 4:04 (Rino Gaetano; edizioni musicali RCA/IT)

LATO B
1. Metà Africa metà Europa – 3:25 (Rino Gaetano; edizioni musicali RCA/IT)

## Cover
Nel 1993 i Kunsertu hanno pubblicato una cover di Metà Africa metà Europa nell'album E cantava le canzoni... La nuova musica italiana ricorda Rino Gaetano.
Nel 2011 Giuliano Palma & the Bluebeaters hanno pubblicato una cover di E io ci sto nell'album tributo Dalla parte di Rino
Nel 2014 Luca Carboni ha realizzato una cover di E io ci sto per l'album Solo con io, pubblicata anche come singolo.